# Spider-Man 2 (videojuego de 2023)
Marvel's Spider-Man 2 es un videojuego de acción y aventura de mundo abierto desarrollado por Insomniac Games y publicado por Sony Interactive Entertainment. Basado en el personaje de Marvel Comics,
Spider-Man presenta una narrativa inspirada en la mitología de los cómics de larga duración y al mismo tiempo, se deriva de varias adaptaciones en otros medios. Es la tercera entrega en la serie Marvel's Spider-Man, actuando como una secuela de Marvel's Spider-Man (2018) y Marvel's Spider-Man: Miles Morales(2020), con Peter Parker y Miles Morales como dúo Spider-Man en conflicto con Kraven the Hunter, y Lizard, mientras también se encuentra con el simbionte alienígena Venom.
El juego se basa en la base establecida por sus predecesores, con énfasis en los múltiples estilos de juego que ofrecen Peter Parker y Miles Morales como sus respectivos Spider-Man. El juego amplía sus habilidades transversales y de combate existentes, incluidos nuevos dispositivos y trajes basados en la red que se pueden desbloquear a medida que avanza la historia, además de presentar el traje de simbionte de Spider-Man, que le otorga a Parker habilidades completamente únicas que su apariencia jugable anterior. Al igual que con los juegos anteriores, el contenido fuera de la ruta de la historia principal consiste en completar misiones secundarias y obtener coleccionables dispersos por todo el mundo abierto del juego, con el jugador capaz de cambiar entre Parker y Morales para completar objetivos dedicados para cada uno de ellos.
Las discusiones sobre una secuela adecuada de Marvel's Spider-Man comenzaron durante el desarrollo del juego, con hilos de historias abiertas para títulos futuros que se burlaron tanto de él como de Miles Morales. El juego se anunció oficialmente en septiembre de 2021. El director creativo Bryan Intihar, el director del juego Ryan Smith, el líder narrativo Jon Paquette y la directora de arte Jacinda Chew de Insomniac Games, respectivamente, repiten sus funciones de entradas anteriores, mientras que Yuri Lowenthal, Nadji Jeter y Laura Bailey regresan para encabezar el elenco de voces del juego, que incluye a otros actores y personajes que regresan de los juegos anteriores. Jim Pirri y Tony Todd se unen al conjunto como las voces de Kraven y Venom, respectivamente.
El lanzamiento de Marvel's Spider-Man 2 se produjo el 20 de octubre de 2023 en PlayStation 5.

## Jugabilidad
Marvel's Spider-Man 2 será un videojuego de acción y aventura para un solo jugador que se jugará en una perspectiva en tercera persona. Al igual que con el primer juego y Miles Morales, Parker y Morales son los dos personajes principales, y se pueden jugar individualmente de acuerdo con la historia mientras atraviesan un mundo abierto en la ciudad de Nueva York y luchan contra enemigos. Los jugadores pueden adquirir nuevas habilidades y coleccionar varios trajes de Spider-Man. Peter y Miles pueden intercambiarse libremente en cualquier momento durante la itinerancia libre en el mundo abierto del juego, pero tendrán misiones dedicadas tanto en la historia principal como en el contenido secundario que aprovechan específicamente sus características individuales.
Sobre la base del sistema de combate de los títulos anteriores, ambos Spider-Man pueden parar los ataques físicos, ya que ciertos tipos de enemigos son impermeables a la evasión. Durante la travesía, los nuevos trajes de Peter y Miles vienen equipados con lanza-telarañas, que cuando se despliegan les permiten deslizarse por la ciudad, y su velocidad y distancia recorrida aumentan cuando aprovechan áreas como túneles de viento. La rueda de cada dispositivo de Spider-Man también se ha actualizado con modificaciones equipables adicionales para sus tiradores de telaraña, como la posibilidad de lanzar una línea de telaraña a través de los pilares para una posición adicional durante las secuencias de sigilo suspendidas sobre los enemigos, y el capturador red, que permite que varios enemigos ser arrastrado a un lugar aislado para las eliminaciones sigilosas, que ahora se puede realizar en dos enemigos a la vez. Además de la jugabilidad estándar de Peter Parker, también se podrá jugar cuando esté vinculado al simbionte Venom, otorgándole zarcillos que usa durante el combate y habilidades únicas basadas en las redes. Ambos Spider-Man tienen árboles de habilidades individuales con habilidades desbloqueables adicionales para que ambos las examinen una vez que acumulan suficientes puntos de habilidad de acuerdo con su nivel de experiencia, así como un tercer árbol de habilidades dedicado a las habilidades compartidas entre los dos.
El juego expande el mundo abierto de la ciudad de Nueva York de las entradas anteriores, ahora presenta a Brooklyn y Queens como distritos accesibles durante la campaña de la historia principal y mientras se desplaza libremente en el mundo abierto del juego, en lugar de estar restringido únicamente a Manhattan.

## Argumento
Peter Parker comienza su primer día como profesor de física con Miles Morales entre sus alumnos, pero son interrumpidos por un ataque del devastado Sandman, lo que requiere que los Spider-Man lo sometan para calmarlo. Despedido por abandonar la clase, Peter regresa a la casa de su difunta tía May Parker en Queens, a la que se mudó después de su muerte, para reunirse con Mary Jane Watson. Se sorprenden al ver a Harry Osborn, quien milagrosamente se ha recuperado de su enfermedad terminal. Harry contrata a Peter para trabajar en su startup de tecnología ambiental, la Fundación Emily-May (EMF), para que puedan perseguir su sueño de "curar el mundo". Al mismo tiempo, Kraven El Cazador y sus cazadores se infiltran secretamente en Nueva York.
Mientras Peter y Miles supervisan el traslado de Scorpion, un vengativo Miles no logra rescatar al encarcelado Martin Li, quien previamente mató a su padre, de ser capturado por Kraven. Peter investiga a Kraven y descubre que está cazando individuos con superpoderes por deporte. Después de haber matado a Scorpion, Rhino, Buitre, Shocker, y Electro, Kraven intenta capturar a Black Cat; Sin embargo, Miles la ayuda a escapar a París, donde su novia necesita ayuda. Mientras visitan Coney Island para reconectarse, Peter, Mary Jane y Harry son testigos del ataque de los cazadores al parque para capturar un Tombstone reformado. Mientras Peter rescata a civiles, cuenta con la ayuda de un Harry superpoderoso, quien aprende sobre la doble vida de Peter y revela que Curt Connors lo curó a través de un exotraje orgánico que aumenta físicamente su cuerpo.
Con sus poderes desarrollándose rápidamente, Harry ayuda a Peter a rescatar a Tombstone mientras Mary Jane descubre que Kraven ha secuestrado a Connors. El trío intenta salvar a Connors, pero Kraven lo convierte por la fuerza en el Lagarto. Kraven hiere mortalmente a Peter, quien se salva cuando el exotraje de Harry se transfiere a su cuerpo. Después de que Peter confronta a Kraven con sus poderes recientemente mejorados, Kraven desarrolla un interés en cazar a Peter personalmente.
Después de que Peter y Harry sintetizan un antídoto para Connors, Peter localiza a Connors con la ayuda de Miles y finalmente lo derrota y lo cura. Al ver a Peter usando el exotraje, Connors explica que en realidad es un extraterrestre llamado simbionte, que Oscorp obtuvo años antes, y le advierte a Peter que lo destruya. Bajo la influencia corruptora del simbionte, Peter se niega y se lo queda a pesar de enterarse de que la enfermedad de Harry ha regresado, fracturando su amistad. Cuando Peter, poseído por el simbionte, ataca a los cazadores que destruyen la casa de May, Kraven captura a Miles y lo obliga a luchar contra Li hasta la muerte. Miles supera su ira hacia Li y lo ayuda a escapar, dirigiéndolo a encontrar a Peter. Una vez que Li le informa de la ubicación de Miles, un enfurecido Peter llega para rescatarlo y casi mata a Kraven antes de que Miles intervenga. Miles lucha contra el corrupto Peter y finalmente lo convence de eliminar el simbionte.
Peter lleva el simbionte a Oscorp para que lo destruya, pero un Harry desesperado lo intercepta y lo reclama, transformándose en una criatura monstruosa. Harry escapa a Times Square, donde mata a varios de los cazadores de Kraven antes de dominar y matar al propio Kraven. El simbionte revela que su nombre es Venom y convence a Harry de "curar a todo el mundo" infectando a todos sus habitantes con simbiontes. Venom transforma a Mary Jane en Scream, pero Peter la ayuda a liberarse después de luchar contra ella. Mientras Peter y Miles intentan detener a Venom, Peter queda debilitado por una pequeña cantidad del simbionte que aún lleva dentro. Miles y Li ayudan a domesticarlo y convertirlo en el simbionte Anti-Venom gracias a los poderes de Li que transfirió, que puede destruir otros simbiontes. Al mismo tiempo, Venom recupera el meteorito que originalmente lo trajo a la Planeta Tierra, lo que le permite comenzar a colonizar a todo el mundo. Peter y Miles distraen a Venom mientras Mary Jane roba el meteorito y lo destruye con el acelerador de partículas EMF, destruyendo el engendro de Venom. Ante la insistencia de Harry, Peter destruye el simbionte de Venom, liberando a Harry de su control, Pero dejando en coma.
Posteriormente, Mary Jane deja su trabajo para dirigir su propio podcast y se muda con Peter, quien opta por tomarse un descanso de ser Spider-Man para concentrarse en reconstruir el EMF, confiando en Miles para proteger la ciudad. El devastado padre de Harry, Norman Osborn culpa a los Spider-Man por arruinar la recuperación de Harry y visita a Otto Octavius encarcelado para exigir sus identidades secretas; pero Octavius se niega y se alegra del sufrimiento de Norman mientras escribe el "Capitulo Final". Mientras tanto, Miles completa su ensayo universitario y conoce al nuevo novio de Rio, Albert Moon, quien les presenta a su hija Cindy.

## Desarrollo
Tanto el primer juego como su spin-off Marvel's Spider-Man: Miles Morales (2020), incluyeron burlas implícitas hacia futuros títulos, incluyendo escenas posteriores a los créditos que aluden a las intenciones de Insomniac Games de introducir a Venom en su narrativa, así como presentar a Norman Osborn y su hijo Harry en papeles más prominentes. Intihar declaró más tarde que Insomniac Games había discutido la inclusión del traje negro como un disfraz desbloqueable durante el desarrollo del primer juego, pero una reunión con el director de arte de Insomniac, Gavin Goulden, el vicepresidente de Marvel Games, Bill Rosemann, y el director sénior Eric Monacelli, les convenció de que el simbionte tendría que desempeñar un papel más importante en su historia de Spider-Man para justificar su inclusión. Al presentar a Miles Morales en el evento de revelación de PlayStation 5 de Sony en junio de 2020, Insomniac declaró que un título independiente con Miles como protagonista no restaría valor al hecho de que les quedaba "mucho de la historia de Peter por contar" en futuros juegos.
Marvel's Spider-Man 2 y el título hermano Marvel's Wolverine, fueron anunciados conjuntamente por Insomniac Games en el evento PlayStation Showcase en septiembre de 2021. Bryan Intihar y Ryan Smith se desempeñan como directores creativos y del juego, respectivamente, retomando sus roles de Marvel's Spider-Man, mientras que Yuri Lowenthal, Nadji Jeter y Tony Todd interpretan a Peter Parker, Miles Morales y Venom. El trabajo de captura de movimiento y voz comenzó en marzo de 2021 según Lowenthal. Hablando en el podcast This Week in Marvel, el vicepresidente de Marvel Games, Bill Rosemann, describió la narrativa del juego como "un poco más oscura", así como "el próximo gran capítulo". Comparó el tono de la historia con El imperio contraataca (1980), en contraste con cómo la narrativa de Marvel's Spider-Man se sentía tonalmente similar a la Star Wars original (1977).
En enero de 2022, Brittney Morris, que anteriormente escribió la novela de vinculación de Miles Morales, Wings of Fury, se unió al equipo de escritura del juego; y en junio, el artista independiente Davison Carvalho fue contratado para servir como director de arte del juego. Carvalho también había servido como artista conceptual en las películas de Marvel Cinematic Universe (MCU). Ese noviembre, el actor Scott Porter, que dio voz a Harry Osborn a lo largo de las actividades de la Estación de Investigación en el primer juego, reveló que fue refundido en Marvel's Spider-Man 2 para acomodar el papel más prominente del personaje en la historia, abordando posibles problemas como la diferencia de edad entre él y el personaje, ya que "decidieron volverse fotorealistas". Más tarde se anunció que el actor Graham Phillips asumiría el papel de Osborn de Porter durante la Comic-Con de San Diego en julio de 2023.
Yuri Lowenthal habló de su interpretación de Peter Parker mientras está bajo la influencia del simbionte Venom, citando "comportamientos de adicción" como una gran inspiración sobre cómo diferenciaría sus dos actuaciones vocales en diferentes puntos del juego. Además comparó al Spider-Man del traje simbionte, con su tiempo dando voz al personaje Sasuke Uchiha en la serie de anime Naruto, que fue un marcado contraste en el tono con los "héroes jóvenes y valientes" que estaba acostumbrado a interpretar debido a la personalidad pesimista de Sasuke y tener que "cavar un poco" para emular la angustia del personaje. El juego no representaría a Eddie Brock como el anfitrión del simbionte, una desviación de la mayoría de los medios de Spider-Man con el personaje. Intihar citó el deseo de contar una historia original que se separó tanto de los cómics como de varias películas con Venom respetando las raíces del personaje. Intihar afirmó que nunca tenían la intención de interpretar a un personaje de manera tan diferente de otras apariencias con el riesgo de alienar a los fanáticos, pero querían proporcionar una versión única del material que se sentía vinculado a su franquicia, citando las libertades creativas tomadas con el traje avanzado de Peter Parker en el primer juego como ejemplo, y cómo a pesar de la adhesión a elementos clásicos como el esquema de colores.

## Marketing
La revelación oficial del juego debutó durante el evento PlayStation Showcase de Sony Interactive Entertainment en mayo de 2023, destacando una misión dentro de la campaña de la historia principal del juego que mostraba a Peter Parker adornando el traje simbionte y a Miles Morales / Spider-Man, mientras la pareja interceptaba un intento de los cazadores de Kraven para capturar al Dr. Curt Connors mientras su transformación en Lagarto lo llevó a irrumpir en un mercado de pescado cerca de los muelles de la ciudad de Nueva York. Como parte de la promoción del juego, se presentó una parte separada del juego en una escena de la película Spider-Man: Across the Spider-Verse (2023), que mostraba al compañero de cuarto de Miles Morales, Ganke Lee, jugando en su consola PlayStation 5 en su dormitorio. La secuencia mostraba a Peter Parker/Spider-Man iniciando un derribo de un matón común utilizando los apéndices de patas de araña equipados en la parte posterior de su nuevo traje avanzado. El arte conceptual de los Spider-Man que luchan contra Kraven the Hunter y Venom se presentó en el Summer Game Fest 2023, donde el director creativo Bryan Intihar apareció como invitado para discutir la historia del juego y revelar la fecha de lanzamiento y el arte de la caja. El tema principal del juego, "Greater Together", compuesto por John Paesano, se presentó en el concierto del décimo año de The Game Awards en junio de 2023 y se lanzó en servicios de transmisión de música poco después. Intihar, junto con el productor Bill Rosemann de Marvel Games, Lowenthal, Jeter, Bailey y Todd, presentaron un panel en el Hall H en la Comic-Con de San Diego en julio de 2023, titulado "Relaciones simbióticas". El panel divulgó más detalles de la historia y los personajes y estuvo acompañado por el debut de un avance de la historia y la presentación de paquetes y accesorios conmemorativos de la consola PlayStation 5 para coincidir con el lanzamiento del juego.

### Medios y mercancías vinculados
Marvel Comics lanzó un cómic precuela relacionado el Día del cómic gratuito en mayo de 2023, escrito por el escritor de Marvel's Spider-Man, Christos Gage, e ilustrado por Ig Guara. La narrativa, que tiene lugar después de los eventos de Miles Morales, presenta a Peter Parker, Miles Morales y Mary Jane Watson luchando por equilibrar sus responsabilidades individuales y los respectivos deberes del primero para con Nueva York como Spider-Man, y presenta a The Hood como su principal antagonista, quien está intentando conseguir una tablilla supuestamente antigua encriptada con tomos mágicos para resucitar a su madre moribunda. El director narrativo del juego y coguionista de Marvel's Spider-Man, Jon Paquette, explicó el interés del equipo de redacción en presentar The Hood para el cómic, afirmando que estaban interesados en explorar la idea de que los dos Spider-Man tuvieran que enfrentarse a una amenaza con poderes más allá de su comprensión.

## Lanzamiento
Marvel's Spider-Man 2 se lanzó para PlayStation 5 el 20 de octubre de 2023. Más allá de la edición estándar, estará disponible una Edición Digital Deluxe y la actualización correspondiente, que recopila dos juegos de cinco trajes originales para Peter Parker y Miles Morales que fueron diseñado por artistas invitados de PlayStation Studios y de la industria del entretenimiento en general. También se incluyen marcos y calcomanías adicionales para el Modo Foto del juego, y dos puntos de habilidad adicionales que se destinan al desbloqueo de habilidades. También se distribuirá una Edición de coleccionista en los minoristas participantes y en línea a través de PlayStation Direct, que incluye un cupón de descarga para la Edición Digital Deluxe y sus contenidos antes mencionados, una caja de acero y una estatua de exhibición de 19 pulgadas de los dos Spider-Man luchando contra Venom. Independientemente de la edición, todos los pedidos anticipados incluyen bonificaciones de desbloqueo anticipado para el "Traje Arachknight" de Peter Parker y el "Traje Shadow-Spider" de Miles Morales, el dispositivo Web Grabber y tres puntos de habilidad adicionales.

### Ventas
El juego vendió más de dos millones y medio de copias en sus primeras 24 horas.